# Windows Media
Windows Media ist eine ehemalige Technologie-Plattform von Microsoft, die u. a. einen Player (Windows Media Player), eine Reihe von Audio- und Video-Codecs (Windows Media Audio, Windows Media Video u. a.) sowie Windows Media Encoder, Windows Media Server sowie ein Windows Media SDK, welches aus mehreren SDK Komponenten für unterschiedliche Einsatzgebiete besteht, umfasst. Die Produktlinie war ursprünglich unter der Bezeichnung Microsoft NetShow eingeführt worden.

## Versionen
- 2009: Windows Media Player 12
- November 2006: Windows Media Player 11
- 2004: Windows Media 10.
- 2002: Windows Media 9. Mit dem Player Microsoft "Corona" wurde im Juli 2002 Windows Media 9 vorgestellt; in dieser Version wurden zahlreiche Neuerungen eingeführt wie ein verbessertes Streaming (Fast Streaming) und Unterstützung von HDTV-Auflösungen und Raumklang bei 24 Bit und Abtastraten bis zu 96 kHz mit Windows Media Audio Professional.
- 2001: Windows Media 8
- 2000: Windows Media 7
- ?: Windows Media 6
- ?: Windows Media 5
- 1999: Windows Media 4. Microsoft Windows Media Technologies 4.0 unterstützen Audio- und Video-Streaming über das Internet sowie eine Art Kopierschutz (Microsoft Windows Media Rights Manager)

## Encoder
Microsoft stellt auf seiner Homepage kostenlos einen Windows Media Encoder bereit, mit dem Audio- und Videoaufzeichnungen in das Windows-Media-Format konvertiert werden können. Dieses Produkt wird auf neueren Betriebssystemen ab Windows 7 nicht mehr unterstützt und wurde durch den Microsoft Expression Encoder ersetzt.